# پرتی کارپینن
پرتی کارپینن (به فنلاندی: Pertti Karppinen) ورزشکار مرد رشتهٔ روئینگ اهل کشور فنلاند است. وی در بین سال‌های ‎۱۹۷۶ تا ۱۹۸۴ میلادی در مسابقات بازی‌های المپیک تابستانی در مجموع ۳ مدال طلا را کسب کرد.